# Aleksandr Medved
Aleksandr Medved (en bielorruso: Аляксандр Мядзведзь, en ruso: Александр Медведь; Bila Tserkva, RSS de Ucrania, 16 de septiembre de 1937-Minsk, 2 de septiembre de 2024) fue un luchador bielorruso, ganador de tres medallas olímpicas de oro.

## Biografía
Nació el 16 de septiembre de 1937 en la ciudad de Bila Tserkva, población situada en la provincia de Kiev, que en aquellos momentos formaba parte de la Unión Soviética y que hoy en día forma parte de Ucrania. A la disolución de la Unión Soviética adquirió la nacionalidad bielorrusa.

## Carrera
En su carrera deportiva participó, a los 27 años, en los Juegos Olímpicos de Tokio 1964 realizados en Tokio (Japón), donde consiguió ganar la medalla de oro en la prueba de peso semipesada (−97 kg.) de lucha libre. En los Juegos Olímpicos de 1968 realizados en Ciudad de México (México) logró una nueva medalla de oro, en esta ocasión en la categoría de peso pesado (+97 kg), repitiendo este metal en los Juegos Olímpicos de 1972 realizados en Múnich (Alemania Occidental), si bien en una nueva categoría, la de peso superpesas (+100 kg).
A lo largo de su carrera ha ganado nueve medallas en el Campeonato del Mundo de lucha, siete de ellas de oro, y tres veces fue campeón de Europa.
En los Juegos Olímpicos de 1980 realizados en Moscú (Unión Soviética) fue el encargado de realizar el Juramento Olímpico por parte de los jueces en la ceremonia de apertura.